# Tržič (plaats)
Tržič is een plaats in Slovenië en maakt deel uit van de gemeente Tržič in de NUTS-3-regio Gorenjska. De plaats telde 3.726 inwoners op 1 januari 2020.

## Geboren
- Klara Jazbec (1998), zangeres